# The Courteeners
I The Courteeners sono un gruppo musicale inglese indie rock formato a Manchester nel 2006 da Liam Fray (chitarra/voce), Michael Campbell (batteria/cori), Daniel Conan Moores (chitarra) e Mark Cuppello (basso). I quattro membri del gruppo provengono da Manchester, precisamente dall'area di Middleton.

## Storia
Liam Fray iniziò ad esibirsi come cantautore nei bar di Manchester mentre frequentava l'università. Dopo aver ricevuto buone reazioni da parte del pubblico, Fray decise di lasciare gli studi per formare una band insieme a Michael Campbell, un suo amico di lunga data, a cui poi si aggiunsero Conan Moores e Mark Cuppello. 
Si esibirono per la prima volta dal vivo al Manchester Roadhouse nell'ottobre 2006, e si fecero apprezzare rapidamente in tutta la città grazie ad una intensa serie di concerti e pubblicità televisive. I Courteeners pubblicarono il loro singolo di debutto "Cavorting" il 6 agosto 2007 prodotto da Loog Records. Il secondo singolo uscì il 22 ottobre 2007 raggiungendo la posizione numero 44 nella Official Singles Chart.
I Courteeners vennero contattati dal famoso produttore Stephen Street, già collaboratore di Smiths, Blur e Morrissey, per lavorare sul loro album di debutto. Il 4 aprile 2008 distribuito da Polydor Records esce quindi l'album St. Jude raggiunse la posizione numero 4 nella Official Albums Chart, preceduto dal loro terzo singolo "What Took You So Long?" che raggiunse la posizione numero 20 e dal quarto singolo "Not Nineteen Forever" che divenne il loro maggior successo raggiungendo la posizione numero 19 nel Regno Unito.
I Courteeners si esibirono al Festival di Glastonbury del 2008, oltre ad altri vari festival per l'Europa. In Giappone suonano al Fuji Rock Festival a fianco di Kasabian e Primal Scream.
Il secondo album "Falcon" è uscito il 22 febbraio 2010 preceduto dal singolo 'You Overdid It Doll'. L'album è stato registrato negli ICP Studios in Belgio prodotto da Ed Buller (White Lies, Pulp, Suede). L'album ha ricevuto buone recensioni dalla stampa specializzata britannica.
La canzone "Cross My Heart and Hope To Fly" è stata resa disponibile per il download gratuito sul sito ufficiale della band il 7 dicembre 2009 insieme ad una versione in vinile contenente anche una B-side.
Nel febbraio 2013 è uscito il terzo disco "Anna", etichettato Polydor e prodotto da Joseph Cross.
Segue, nell'agosto 2014, Concrete Love.

## Formazione
- Liam Fray - voce, chitarra
- Daniel "Conan" Moores - chitarra
- Michael Campbell - batteria, percussioni, cori
- Mark Cuppello - basso
- Adam Payne - tastiere, cori

## Discografia
- 2008 - St. Jude
- 2010 - Falcon
- 2013 - Anna
- 2014 - Concrete Love
- 2016 - Mapping the Rendezvous
- 2020 - More. Again. Forever.